# Emiel Van Cauter
Emiel Van Cauter (Meuzegem, Wolvertem, Meise, 2 de dezembro de 1931 - Bangkok 26 de outubro de 1975) foi um ciclista belga que foi profissional entre 1955 e 1959.
Durante a sua carreira conseguiu o Campeonato do mundo amador em estrada de 1954 e especialmente o Campeonato nacional em estrada de 1955.
Morreu enquanto estava de férias na Tailândia.

## Palmarés
- 1953
  - Vencedor de uma etapa na Volta em Bélgica amador

- 1954
  - 1º na Kattekoers
  - 1º na Bruxelas-Opwijk
  - Campeão do mundo amador em estrada

- 1955
  - Campeão da Bélgica em estrada

### Resultados à Volta a Espanha
- 1957. 37º da classificação geral